# NGC 4075
NGC 4075 ist eine linsenförmige Galaxie vom Hubble-Typ S0-a im Sternbild Jungfrau. Sie ist schätzungsweise 288 Millionen Lichtjahre von der Milchstraße entfernt.
Das Objekt wurde am 14. April 1828 von John Herschel entdeckt.